# 秋田実 (競馬)
秋田 実（あきた みのる、1958年6月14日 - 2011年10月3日）は、日本の騎手。

## 来歴
茨城県出身。
船橋競馬場所属騎手として1975年12月24日にデビュー。1994年12月26日に地方競馬通算1000勝を達成し、2007年2月13日付で引退するまでに通算1337勝（地方競馬12732戦、中央競馬4戦）、重賞20勝を挙げた。
現役時に船橋競馬の騎手会である千葉県騎手会の副会長を15年間務め、引退後の2007年11月からは大井競馬の騎手会である東京都騎手会の事務局長となり、全日本騎手連盟の事務局長も務めた。
2011年10月3日、すい臓癌のため53歳で死去。死後、船橋競馬場内で追悼写真展が開かれ、特別区競馬組合からは大井競馬の関係者表彰に際して特別賞が贈られた。

## おもな騎乗馬
- スターライヒ（1981年キヨフジ記念[8]、NTV盃[3][1]）
- クリノサンフォード（1988年ダイオライト記念[3][1]）
- イシゲヒカリ（1997年ロジータ記念、1998年クイーン賞[3]）
- シバノコトエ（1998年関東オークス[3][1][5]）
- カミスドリーム（2000年戸塚記念[1][5]）